# Nuoto sincronizzato ai campionati europei di nuoto 2016
Le competizioni di Nuoto sincronizzato ai Campionati europei di nuoto 2016 si sono svolte dal 9 al 13 maggio 2016. Gli eventi si sono disputati presso il London Aquatics Centre di Londra. In questa edizione sono state assegnate medaglie sia per il programma tecnico sia per quello libero, introducendo inoltre anche le gare del duo misto.

## Nazioni partecipanti
Alla competizione hanno partecipato complessivamente 20 nazioni alle quali si è aggiunta anche la Bielorussia. 
- Austria
- Bielorussia
- Bulgaria
- Croazia
- Finlandia
- Francia
- Germania
- Grecia
- Israele
- Italia
- Liechtenstein

- Paesi Bassi
- Portogallo
- Regno Unito
- Rep. Ceca
- Russia
- Serbia
- Spagna
- Svizzera
- Turchia
- Ucraina

## Calendario
Orario locale (UTC+0).
| Data           | Ora   | Evento                     |
| -------------- | ----- | -------------------------- |
| 9 maggio 2016  | 09:00 | Preliminari singolo libero |
| 9 maggio 2016  | 16:30 | Finale squadre tecnico     |
| 10 maggio 2016 | 09:00 | Preliminari duo libero     |
| 10 maggio 2016 | 16:30 | Finale singolo libero      |
| 11 maggio 2016 | 09:00 | Preliminari squadre libero |
| 11 maggio 2016 | 16:30 | Finale duo libero          |
| 11 maggio 2016 | 16:30 | Finale duo misto libero    |
| 12 maggio 2016 | 08:30 | Finale singolo tecnico     |
| 12 maggio 2016 | 16:00 | Finale libero combinato    |
| 13 maggio 2016 | 08:30 | Finale duo tecnico         |
| 13 maggio 2016 | 08:30 | Finale duo misto tecnico   |
| 13 maggio 2016 | 16:00 | Finale squadre libero      |

## Podi
| Evento                                | Oro | Punti   | Argento | Punti   | Bronzo | Punti   |
| Singolo                               | |         | |         | |         |
| Programma tecnico (Dettagli)          | Svetlana Romašina | 93.8865 | Anna Vološyna | 90.7289 | Linda Cerruti | 87.1493 |
| Programma libero (Dettagli)           | Natal'ja Iščenko | 96.4000 | Anna Vološyna | 93.4000 | Linda Cerruti | 89.4333 |
| Duo                                   | |         | |         | |         |
| Programma tecnico (Dettagli)          | Russia Natal'ja Iščenko Svetlana Romašina | 95.1900 | Ucraina Lolita Ananasova Anna Vološyna | 91.7249 | Italia Linda Cerruti Costanza Ferro | 88.3564 |
| Programma libero (Dettagli)           | Russia Natal'ja Iščenko Svetlana Romašina | 96.9000 | Ucraina Lolita Ananasova Anna Vološyna | 93.3333 | Italia Linda Cerruti Costanza Ferro | 91.2667 |
| Duo misto                             | |         | |         | |         |
| Programma tecnico (Dettagli)          | Russia Aleksandr Mal'cev Michaėla Kalanča | 89.0902 | Italia Manila Flamini Giorgio Minisini | 86.1772 | Spagna Pau Ribes Berta Ferreras | 82.0645 |
| Programma libero (Dettagli)           | Russia Aleksandr Mal'cev Michaėla Kalanča | 90.4667 | Italia Giorgio Minisini Mariangela Perrupato | 87.4667 | Spagna Pau Ribes Berta Ferreras | 86.5667 |
| Squadre                               | |         | |         | |         |
| Programma tecnico (Dettagli)          | Russia Svetlana Kolesnichenko Aleksandra Patskevich Alla Shishkina Marija Šuročkina Vlada Chigireva Gelena Topilina Elena Prokofyeva Marina Goliadkina Darina Valitova* Liliia Nizamova*                                | 94.0994 | Ucraina Lolita Ananasova Anna Vološyna Daria Iushko Olena Grechykhina Anastasiya Savchuk Kseniya Sydorenko Oleksandra Sabada Kateryna Sadurska Olha Zolotarova* Olga Kondrashova*                                     | 92.0844 | Italia Elisa Bozzo Beatrice Callegari Camilla Cattaneo Francesca Deidda Costanza Ferro Manila Flamini Mariangela Perrupato Sara Sgarzi Linda Cerruti* Gemma Galli*                    | 88.9053 |
| Programma libero (Dettagli)           | Ucraina Lolita Ananasova Anna Vološyna Daria Iushko Olena Grechykhina Anastasiya Savchuk Kseniya Sydorenko Oleksandra Sabada Kateryna Sadurska Olha Zolotarova* Olga Kondrashova* Ekateryna Reznyk* Oleksandra Kashuba* | 94.0000 | Italia Elisa Bozzo Beatrice Callegari Camilla Cattaneo Linda Cerruti Francesca Deidda Manila Flamini Mariangela Perrupato Sara Sgarzi Costanza Ferro* Costanza Di Camillo*                                            | 91.2333 | Spagna Cristina Salvador Helena Jaumà Meritxell Mas Clara Camacho Cecilia Jiménez Paula Ramírez Carmen Juárez Alba María Cabello Berta Ferreras*                                      | 89.6667 |
| Programma libero combinato (Dettagli) | Russia Svetlana Kolesnichenko Darina Valitova Aleksandra Patskevich Alla Shishkina Marija Šuročkina Vlada Chigireva Gelena Topilina Elena Prokofyeva Liliia Nizamova Marina Goliadkina Michaėla Kalanča*                | 96.5000 | Ucraina Lolita Ananasova Anna Vološyna Daria Iushko Olena Grechykhina Olha Zolotarova Ekateryna Reznyk Anastasiya Savchuk Kseniya Sydorenko Oleksandra Sabada Kateryna Sadurska Olga Kondrashova* Oleksandra Kashuba* | 93.4333 | Italia Elisa Bozzo Beatrice Callegari Camilla Cattaneo Linda Cerruti Francesca Deidda Costanza Ferro Manila Flamini Mariangela Perrupato Sara Sgarzi Gemma Galli Costanza Di Camillo* | 90.9333 |

## Medagliere
| Posizione | Paese   | Oro | Argento | Bronzo | Totale |
| --------- | ------- | --- | ------- | ------ | ------ |
| 1         | Russia  | 8   | 0       | 0      | 8      |
| 2         | Ucraina | 1   | 6       | 0      | 7      |
| 3         | Italia  | 0   | 3       | 6      | 9      |
| 4         | Spagna  | 0   | 0       | 3      | 3      |
| Totale    | Totale  | 9   | 9       | 9      | 27     |